# Brandon Boyd
Brandon Boyd (ur. 15 lutego 1976 w Los Angeles) – amerykański muzyk, główny wokalista funk rockowego zespołu muzycznego Incubus.
Jest synem Charlesa Chucka Boyda i Dolly Wiseman, którzy oboje pracowali w przemyśle rozrywkowym. Rodzice kształcili Brandona na artystę już od dziecka. Ma dwóch braci – Darrena i młodszego Jasona – wokalistę zespołu Audiovent. Innym członkiem rodziny o muzycznych zdolnościach jest kuzyn Brandona – Robert Boyd, czyli BertoChico, utalentowany gitarzysta Flamenco i kompozytor.
Dorastał w Calabasas w stanie Kalifornia. W 1994 roku ukończył Calabasas High School i przez dwa lata uczęszczał do Moorpark College.
W latach 2004–2005 spotykał się z modelką Carolyn Murphy.